# Attersee am Attersee
Attersee am Attersee – gmina w Austrii, w kraju związkowym Górna Austria, w powiecie Vöcklabruck. Leży na wysokości 496 m n.p.m., wciśnięte pomiędzy brzeg jeziora Attersee i zbocza góry Buchberg (888 m n.p.m.). Nieco ponad 20% powierzchni gminy pokrywają lasy.

## Katolicka fara
Nad Attersee am Attersee góruje Wzgórze Kościelne (Kirchberg) (dawniej zwane Wzgórzem Zamkowym (Schlossberg)), na którym pierwotnie znajdował się kościół gotycki pw. Wniebowzięcia NMP ( Mariä Himmelfahrt ), od roku 1276 pełniący rolę kościoła parafialnego. Po roku 1652, gdy to z St. Georgen im Attergau został przeniesiony do Attersee cudowny obraz "Maria w słońcu", kościół ten został przebudowany w stylu barokowym na kościół pielgrzymkowy. W latach 1712–1728 hrabia Anton Khevenhüller powierzył przebudowę kościoła Jakobowi Pawangerowi. W wyniku tego wieża otrzymała cebulokształtne hełmy barokowe, a obraz "Maria w słońcu" został przeniesiony do ołtarza głównego.